# Saison 2014-2015 de l'Australian Ladies Professional Golf Tour
La Saison 2014-2015 de l'Australian Ladies Professional Golf Tour est la saison de l'Australian Ladies Professional Golf Tour qui se déroule entre novembre 2014 et mars 2015. La saison compte onze tournois, dont trois en commun avec le LET et une avec le LPGA Tour. C'est l'Australienne Su-Hyun Oh qui finit première de l'Ordre du Mérite.

## Calendrier 2014-2015
| Dates                       | Tournoi                                                   | Lieu           | Vainqueur            | Notes                                |
| --------------------------- | --------------------------------------------------------- | -------------- | -------------------- | ------------------------------------ |
| 13 et 14 novembre 2014      | Anita Boon Pro-Am                                         | Auckland       | Cherie Alison        |                                      |
| 9 janvier 2015              | BWAC Regional Employment & Community Services ALPG Pro-Am | Yamba          | Nikki Garrett        |                                      |
| 12 et 13 janvier 2015       | McLeod ALPG Pro-Am                                        | Brisbane       | Sarah Kemp Liv Cheng |                                      |
| 22 et 23 janvier 2015       | Moss Vale Classic                                         | Moss Vale      | Oh Sarah             |                                      |
| 29 janvier 2015             | Renault Ladies Pro-Am                                     | Baulkham Hills | Marion Ricordeau     |                                      |
| 30 janvier 2015             | Pennant Hills ALPG Pro-Am                                 | Pennant Hills  | Beth Allen           |                                      |
| 5 au 8 février 2015         | Oates Victorian Open                                      | Connewarre     | Marianne Skarpnord   |                                      |
| 12 au 15 février 2015       | Volvik RACV Ladies Masters                                | Benowa         | Su-Hyun Oh           | au calendrier du LET                 |
| 19 au 22 février 2015       | ISPS Handa Women's Australian Open                        | Black Rock     | Lydia Ko             | au calendrier du LET et du LPGA Tour |
| 27 février au 1er mars 2015 | ISPS Handa New Zealand Women's Open                       | Christchurch   | Lydia Ko             | au calendrier du LET                 |
| 6 au 8 mars 2015            | Bing Lee Fujitsu NSW Women´s Open                         | Christchurch   | Holly Clyburn        |                                      |